# Barrage de Moulin-Papon
Le barrage de Moulin-Papon est un barrage situé en France sur la commune de La Roche-sur-Yon, dans le département de la Vendée.
Construit en 1970 et mis en service en 1971, il approvisionne une usine d'eau potable d'une capacité de 13 000 m³/jour.

## Géographie

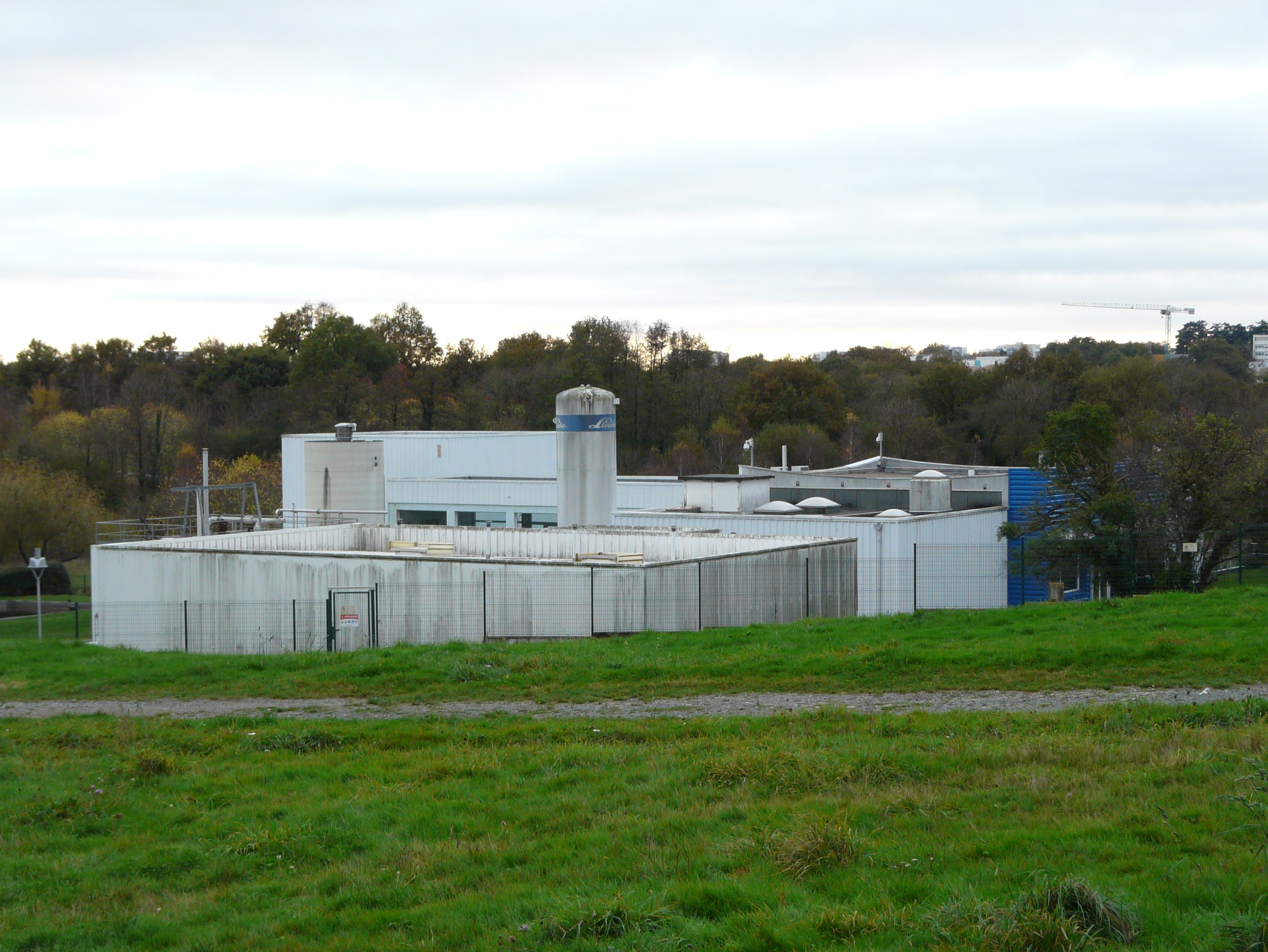
L'usine de traitement de l'eau.

Ce barrage est situé sur l'Yon, dans le nord de la commune de La Roche-sur-Yon. Outre La Roche-sur-Yon, la retenue s'étend en amont sur les communes de La Ferrière et de Dompierre-sur-Yon. En amont du barrage, le bassin versant de l'Yon s'étend sur 93 km2 et concerne cinq communes supplémentaires : La Chaize-le-Vicomte, La Merlatière, Mouilleron-le-Captif, Le Poiré-sur-Vie et Saint-Martin-des-Noyers.
L'usine d'eau potable, située immédiatement à l'aval du barrage, est exploitée par la Compagnie générale des eaux. Quotidiennement, elle pompe de 12 000 à 15 000 m3 d'eau qui permettent de produire entre 10 000 et 13 000 m3 d'eau potable, stockée dans deux châteaux d'eau d'une capacité de 5 000 m3 chacun.

## Galerie de photos

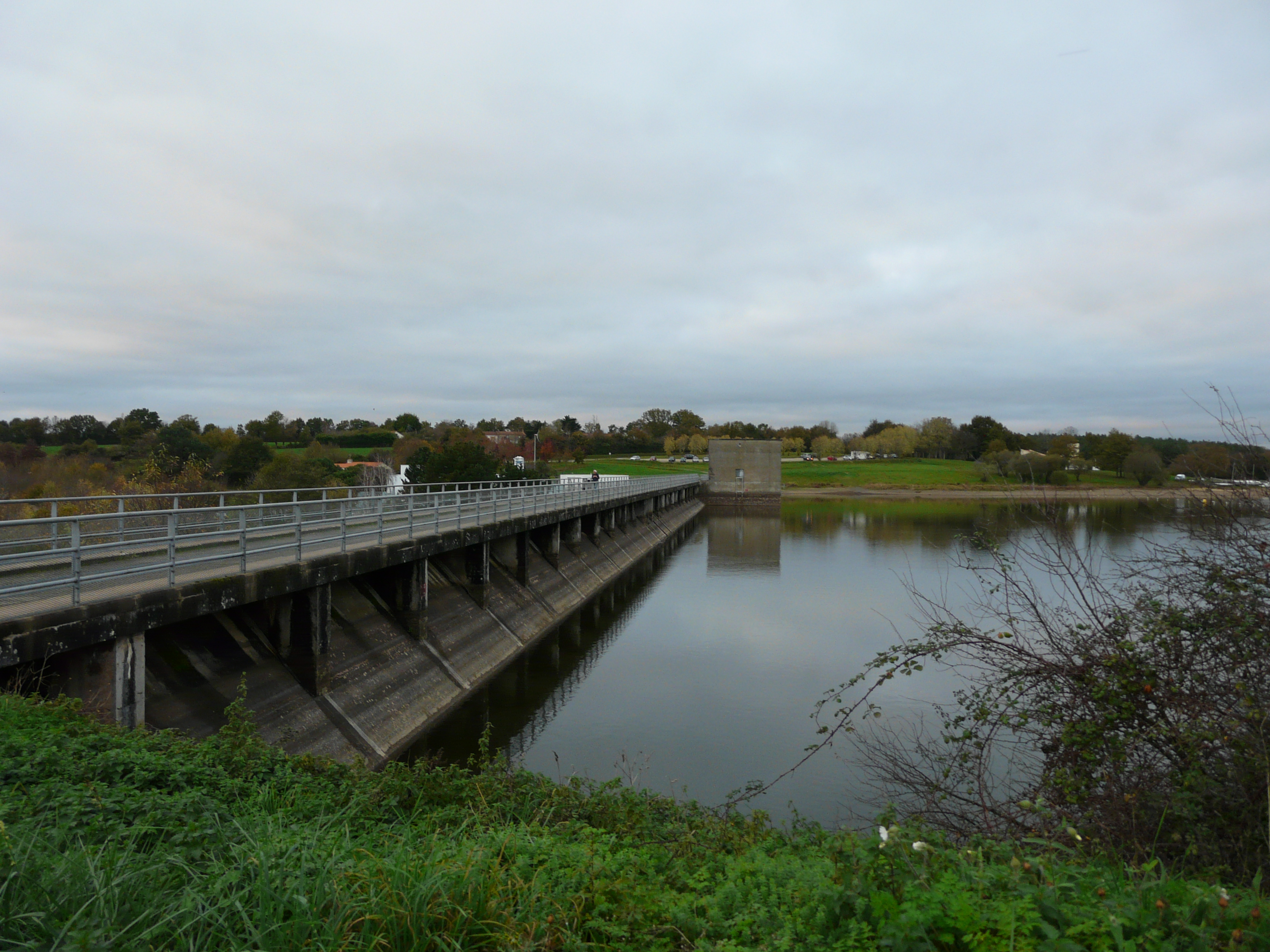
L'amont du barrage.
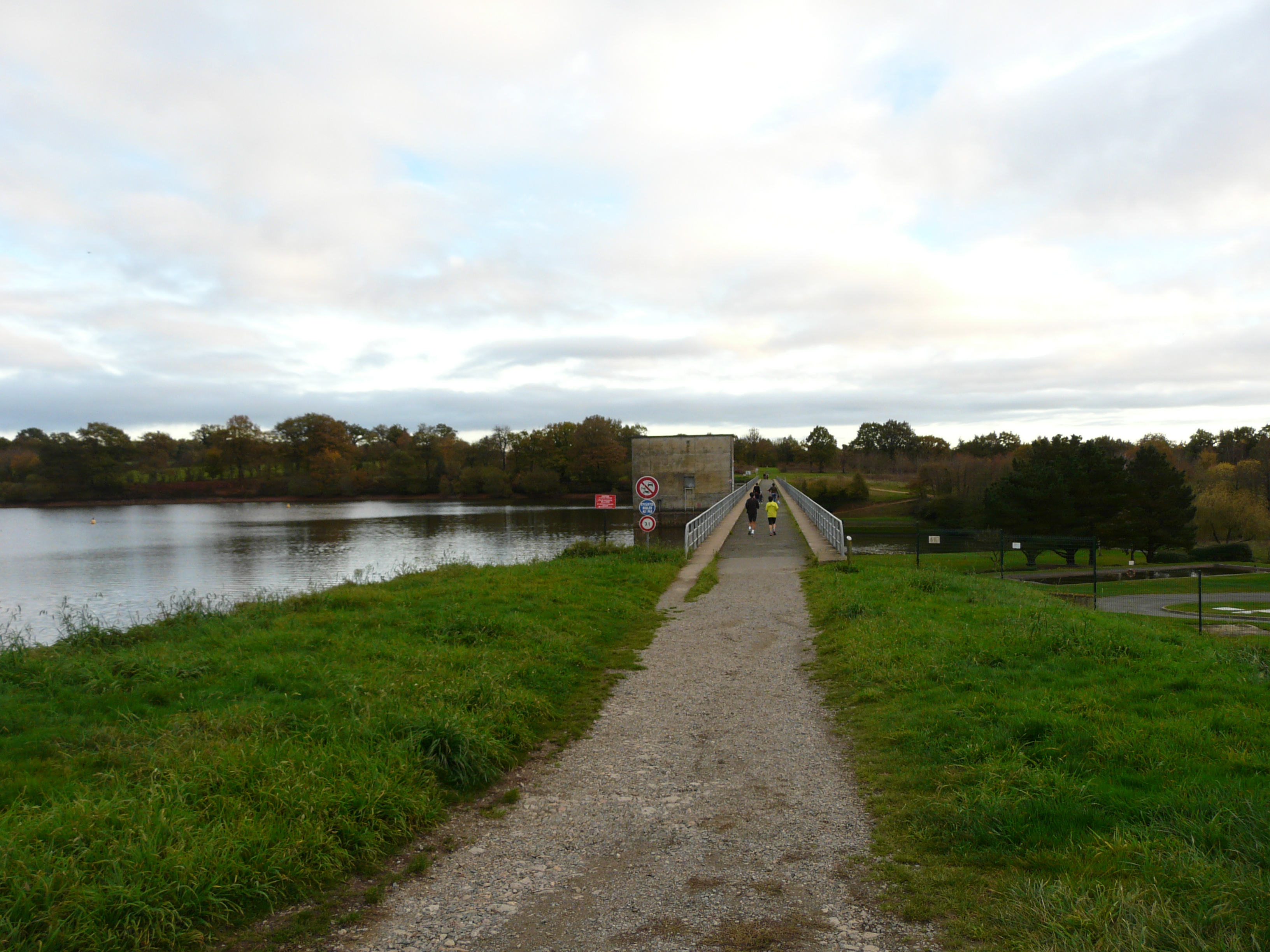
Vue latérale du barrage.
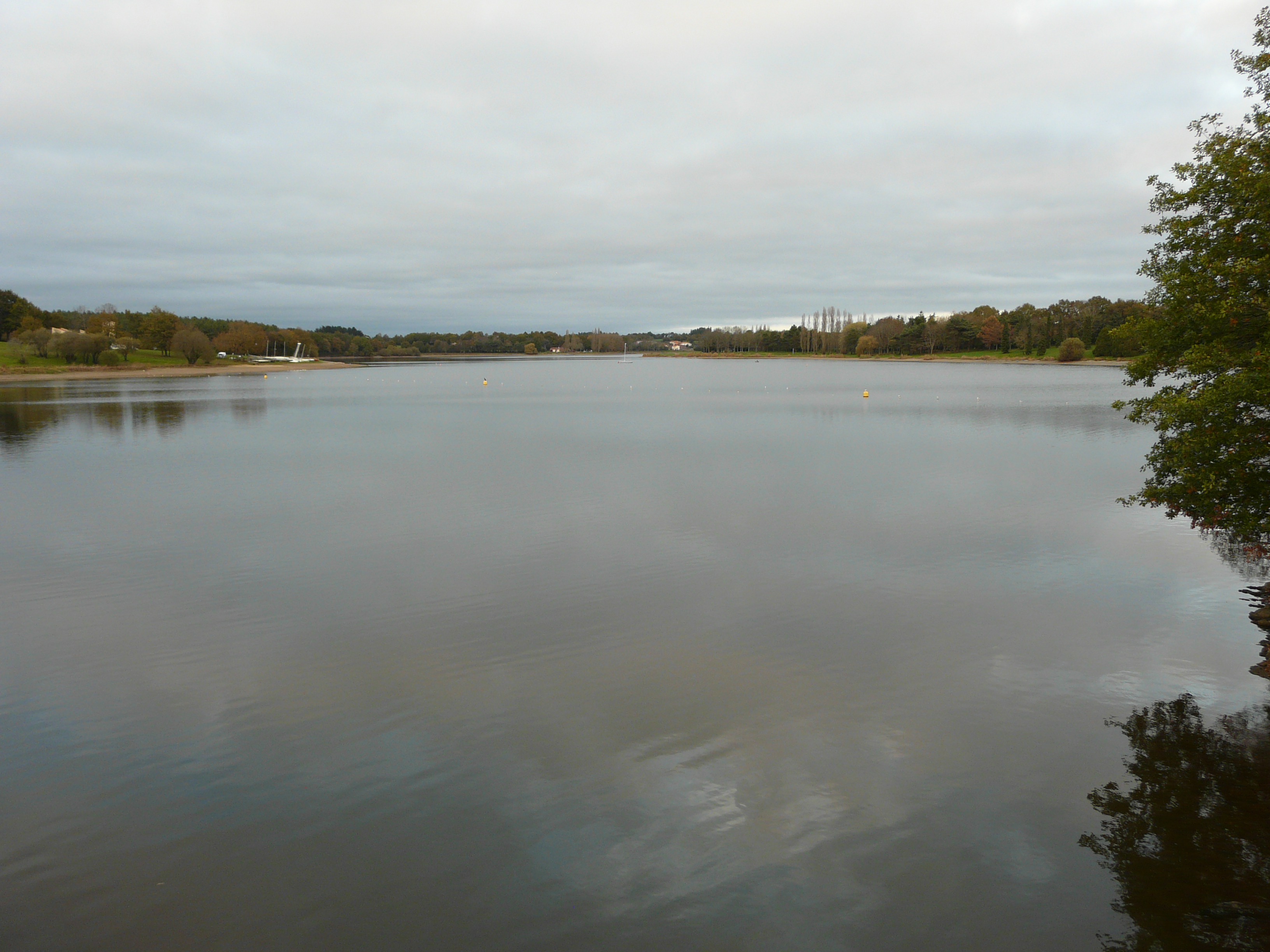
Le plan d'eau.